# Santa Regina (Uruguay)
Santa Regina est une ville de l'Uruguay située dans le département de Colonia. Sa population est de 19 habitants.

## Infrastructure
Santa Regina est située dans le secteur 4 du département de Colonia.

## Population
| Année | Population |
| ----- | ---------- |
| 1963  | 29         |
| 1975  | 40         |
| 1985  | 27         |
| 1996  | 14         |
| 2004  | 19         |

Référence,.